# Abi Tucker
Abigail Anne "Abi" Tucker es una actriz y cantautora australiana, conocida por haber interpretado a Grace Mcleod en la serie Mcleod's Daughters.

## Carrera
Abi ha participado tanto en teatro, cine y televisión.
En 1994, Tucker obtuvo el papel de Jodie en la serie de drama australiano Heartbreak High donde interpretó a Jodie una estudiante de secundaria decidida a seguir su carrera en la música y quien mantenía una relación con Nick Poulos (Alex Dimitriades); después de terminar la serie se fue al Reino Unido.
En 1999 después de regresar a Australia se unió al elenco de la última temporada de la serie policíaca Wildside donde interpretó a la detective Kate Holbeck, la hija de un detective de policía, ese mismo año apareció como invitada en la serie Water Rats. 
En 2000, apareció en la exitosa comedia The Wogboy donde dio vida a Annie O'Brien, uno de los personajes principales, en el mismo año participó en Angst, donde interpretó dos canciones para la banda sonora. De 2001 a 2003, Abi se unió al elenco de la serie de televisión The Secret Life of Us donde interpretó a Miranda Lang.
Entre algunas de sus actuaciones en teatro se encuentran The Music & Lyrics de Sean Peter, Adelaide Cabaret Festival, The Vagina Monologues, en 2006 apareció en Breakfast with Jonny Wilkinson, actualmente en 2009 participara en Poor Boy junto al actor Guy Pearce.
En 2006, Tucker se unió como uno de los personjaes principales de la exitosa serie Mcleod's Daughters, y desde 2007 hasta 2009, interpretó a la obstinada y apasionada Grace Kingston Mcleod, hermana de Jaz y Regan Mcleod.
Desde 2010 aparece como presentadora regular del programa infantil de la ABC, Play School.

## Carrera musical
Durante su tiempo en la serie Heartbreak High, en 1997 Abi sacó su sencillo Breathe In, la cual aparecía en la banda sonora de la serie; después de terminar su participación en la serie, tomó un descanso en la actuación y siguió su pasión por la música en el Reino Unido, mientras vivía en el Reino Unido formó una banda de rock pesado llamada Bully, la cual no duró. 
En 2000, interpretó dos canciones para la banda sonora de la película Angust, 'Move You' y 'Home'. En 2002, contribuyó para los coros de algunas canciones del álbum Candy de David McCormack y el 22 de septiembre de 2003, su álbum debut Dreamworld fue lanzado.
En 2008, Abi sacó su segundo álbum llamado One December Moon.

## Filmografía[3]
- Series de Televisión.:

| Año         | Título                | Personaje                 | Notas                  |
| ----------- | --------------------- | ------------------------- | ---------------------- |
| 2014        | Old School            | Alice Cahill              | 2 episodios            |
| 2010        | Cops: L.A.C.          | Nina "Amanda Hodge" Blunt | episodio "Blood Types" |
| 2007 - 2009 | Mcleod's Daughters    | Grace Mcleod-Kignston     | 45 episodios           |
| 2001 - 2003 | The Secret Life of Us | Miranda Lang              | 41 episodios           |
| 1999        | Water Rats            | Amy Collins               | episodio "Quad Squad"  |
| 1999        | Wildside              | Det. Kate Holbeck         | 18 episodios           |
| 1994 - 1995 | Heartbreak High       | Jodie Cooper              | 64 episodios           |

- Películas.:

| Año  | Título                | Personaje     | Notas |
| ---- | --------------------- | ------------- | --- |
| 2004 | Love Bytes            | Bea           | - |
| 2001 | My Husband My Killer  | Michelle      | junto a Colin Friels, Chris Haywood, Craig McLachlan, Tara Morice, Bridie Carter, Linda Cropper & Geoff Morrell |
| 2001 | The Secret Life of Us | Miranda Lang  | junto a Damian de Montemas                                                                                      |
| 2000 | Angst                 | May           | junto a Jessica Napier, Justin Smith & Lara Cox                                                                 |
| 2000 | The Wog Boy           | Annie O'Brien | junto a Stephen Curry                                                                                           |
| 1999 | Envy                  | Lissa         | junto a Anna Lise Phillips, Jeff Truman, Scott Major, Linda Cropper & Bridie Carter                             |

- Apariciones.:

| Año             | Título      | Notas        |
| --------------- | ----------- | ------------ |
| 2010 - presente | Play School | presentadora |

- Teatro.:[4]

| Año  | Obra                             | Personaje | Director (a)    | Teatro             | Notas                                                  |
| ---- | -------------------------------- | --------- | --------------- | ------------------ | ------------------------------------------------------ |
| 2009 | Poor Boy                         | Clair     | Simon Phillips  | Sydney Theatre     | junto a Guy Pearce, Matthew Newton & Linda Cropper     |
| 2006 | Breakfast with Jonny Wilkinson   | -         | Jonathan Lewis  | -                  | junto a Norman Pace, Beth Cordingly & Michael Beckley  |
| 2004 | Suitcase                         | -         | Geoff Crowhurst | -                  | junto a Ross Burford, Rodger Corser & Sean Peter       |
| 2004 | The Vagina Monologues            | -         | Caroline Stacey | Footbridge Theatre | junto a Leah Purcell & Bojana Novakovic                |
| 2002 | Everything’s F**ked              | -         | Sean Peter      | -                  | junto a Rodger Corser, Andre Eikmeyer & Abbie Cardwell |
| -    | The Music & Lyrics of Sean Peter | -         | Geoff Crowhurst | -                  | junto a Johanna Allen & Ross Burford                   |